# Dorfkirche Freiwalde

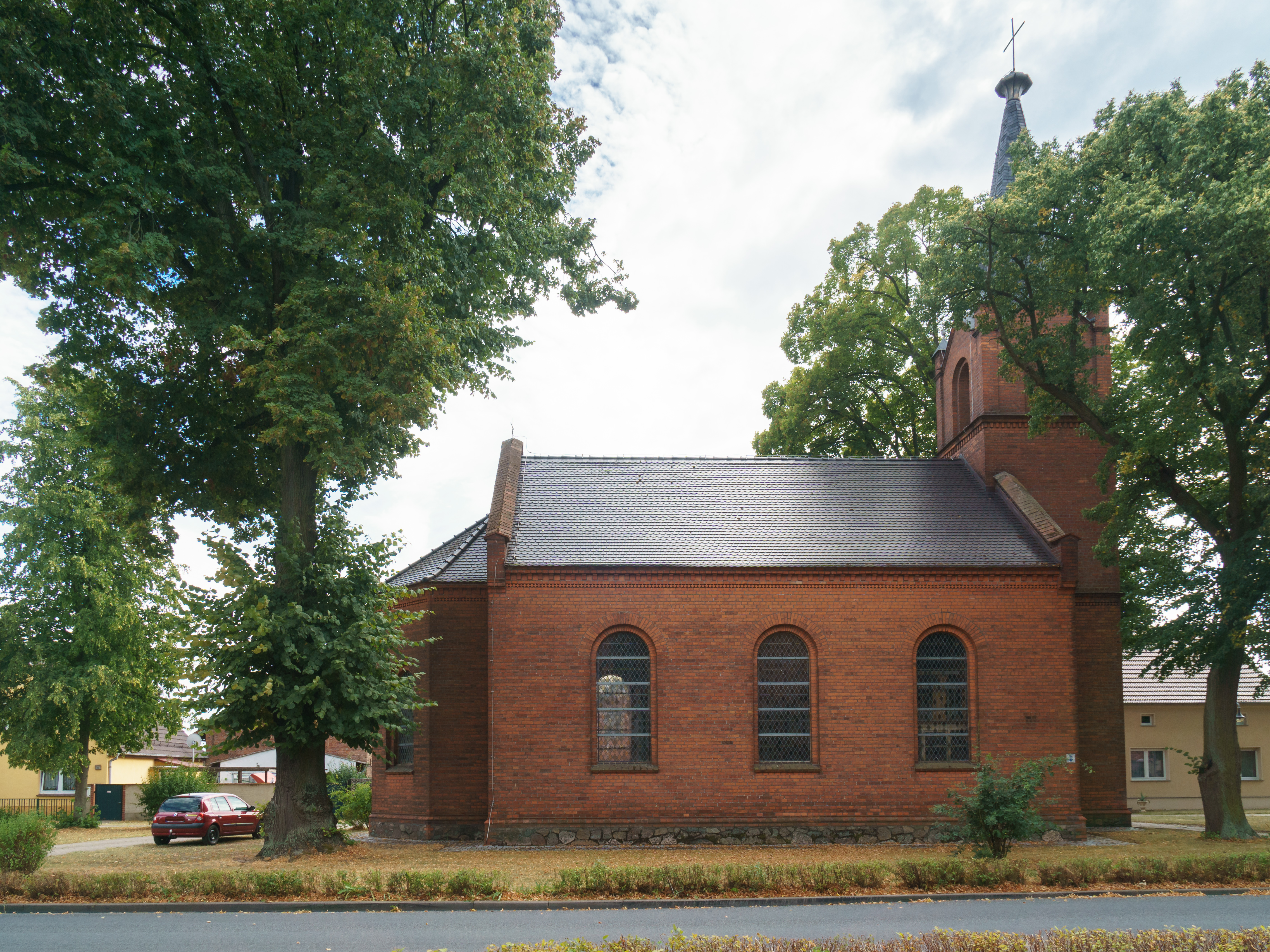
Dorfkirche Freiwalde (2018)

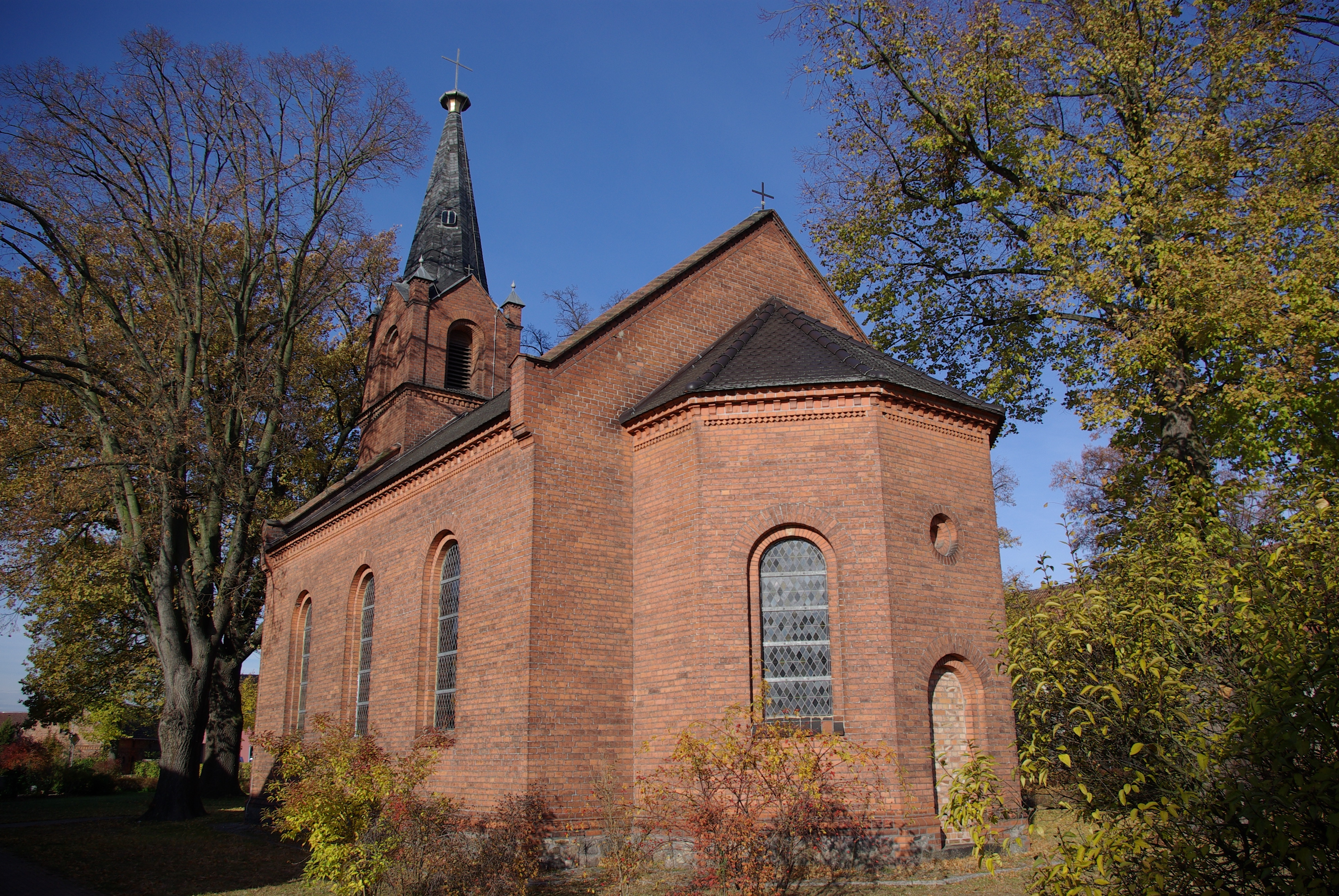
Altarraum der Kirche (2010)

Die Dorfkirche Freiwalde ist das Kirchengebäude im Ortsteil Freiwalde der Gemeinde Bersteland im Landkreis Dahme-Spreewald in Brandenburg. Es gehört der Kirchengemeinde Waldow im Kirchenkreis Niederlausitz, der Teil der Evangelischen Kirche Berlin-Brandenburg-schlesische Oberlausitz ist. Die Kirche steht unter Denkmalschutz.

## Architektur und Geschichte
Mit dem Bau der Freiwalder Kirche wurde im Frühjahr 1870 nach Planungen durch den Maurermeister Degner begonnen, am 27. September 1871 wurde das Gebäude nach anderthalbjähriger Bauzeit geweiht. Vor dem Bau der Kirche mussten die Dorfbewohner für Gottesdienste in die rund viereinhalb Kilometer entfernte Dorfkirche Kasel laufen. Die Baukosten beliefen sich auf etwa 6000 Reichstaler, die größtenteils aus Spendengeldern finanziert wurden. 1997 wurde die Außenfassade der Kirche saniert und das Dach neu gedeckt. Im folgenden Jahr erfolgte die Erneuerung der Elektrik.
Die Kirche ist ein kleiner Backsteinsaalbau im Stil der Neugotik. Das Kirchenschiff hat ein Satteldach und jeweils drei rundbogige Fenster an den Seiten, abgeschlossen wird der Bau durch einen kleinen, polygonalen Altarraum. Ein Zugang zum Altarraum an der Ostwand wurde zugemauert, ist aber von außen noch zu erkennen. Der kleine, dreigeschossige Westturm hat ein rundbogiges Eingangsportal und darüber ein Spruchband mit dem Bibelvers „Bewahre deinen Fuß, wenn du zum Hause Gottes gehest“ aus dem Buch Kohelet. Der Turm hat Klangarkaden zu vier Seiten, wobei die nördliche und südliche zugemauert sind. Bekrönt ist der Turm mit einem achtseitigen Spitzhelm und kleinen Ecktürmchen. Im Turm befinden sich zwei Stahlglocken, die während der Bauphase gegossen wurden. Der Innenraum ist schlicht flachgedeckt mit einer Westempore.

## Ausstattung
In der Kirche befand sich ursprünglich ein Kanzelaltar, der bei Sanierungsarbeiten im Jahr 1958 entfernt wurde. Der heutige Altar wurde danach aus Klinkern gemauert, auch die Kanzel und das Taufbecken stammen aus dieser Zeit. Die Orgel wurde 1871 von dem Orgelbauer Eduard Glietsch aus Luckau gefertigt. Das sechsmanualige Instrument hat sieben Register. 1991 wurde die Orgel von der Firma Fahlenberg Orgelbau aus Eberswalde restauriert.

## Kirchliche Verwaltungszugehörigkeit
Freiwalde gehörte vor dem Kirchbau zur Kirchengemeinde Kasel (bis ins 20. Jahrhundert auch Casel geschrieben) im Kirchenkreis Luckau, später wurde Freiwalde eine Filialkirche von Waldow. Bis 1945 war die Gemeinde Teil der Kirchenprovinz Mark Brandenburg und danach der Evangelischen Kirche in Berlin-Brandenburg. Am 1. März 1998 fusionierten die Kirchenkreise Luckau und Lübben-Calau zum Kirchenkreis Lübben. 2004 fusionierten die Evangelische Kirche in Berlin-Brandenburg und die Evangelische Kirche der schlesischen Oberlausitz zur Evangelischen Kirche Berlin-Brandenburg-schlesische Oberlausitz. Seit dem 1. Mai 2005 gehört Freiwalde dem Pfarrsprengel Dahme-Berste-Land an. Am 1. Januar 2010 schlossen sich die Kirchenkreise Lübben und Finsterwalde zum Kirchenkreis Niederlausitz zusammen.